# Trändegölen (Högsby socken, Småland, 633282-150140)
Trändegölen är en sjö i Högsby kommun i Småland och ingår i Alsteråns huvudavrinningsområde.